# Русские горы (Антарктида)
Ру́сские го́ры — горы в Антарктиде, на Земле Королевы Мод, на расстоянии примерно 250 км к юго-востоку от российской антарктической станции Новолазаревской. Приблизительные координаты: между 71° и 72° 30’ ю. ш. и между 16° и 19° в. д. Включают свыше 12 гор, в таблице представлены некоторые из них: 
| Название         | Координаты                | Примечания                                                                                   |
| ---------------- | ------------------------- | -------------------------------------------------------------------------------------------- |
| гора Желанная    | 72°05′ ю. ш. 18°37′ в. д. |                                                                                              |
| гора Карпинского | 72°10′ ю. ш. 18°25′ в. д. | Обнаружена в 1959 году САЭ, получила имя в 1965 году или ранее в память о А. П. Карпинском . |
| гора Русанова    | 71°28′ ю. ш. 18°43′ в. д. | Обнаружена в 1961 году САЭ, получила имя в 1965 году или ранее в память о В. А. Русанове.    |
| гора Яковлева    | 72°04′ ю. ш. 16°20′ в. д. | Обнаружена в 1959 году САЭ, получила имя в 1965 году или ранее в память о Н. Н. Яковлеве.    |

Вершины имеют высоту до 2,5 км над уровнем моря. Сложены преимущественно гнейсами. Вершины свободны от снега и льда.
Русские горы открыты в феврале 1959 года четвёртой советской антарктической экспедицией. Географические и геологические работы в том районе с 11 февраля до 1 марта 1959 года выполняли работники Института геологии Арктики и Ленинградского горного института М. Г. Равич, П. С. Воронов, Л. В. Климов, Д. С. Соловьев, А. М. Карасик, С. А. Суппе, совершая походы из лагеря, развёрнутого в 150 км от станции Лазарев в районе массива Вольтат (71°19′ ю. ш. 13°13′ в. д.). Кроме того, на самолёте совершались рекогносцировочные облёты.